# Prix Django Reinhardt
Der französische Prix Django Reinhardt (benannt nach Django Reinhardt) wird seit 1955 von der „Académie du Jazz“ in Paris für den französischen Jazzmusiker des Jahres vergeben. Er zählt zu den renommiertesten französischen Jazzpreisen.
Zu den Juroren zählen anerkannte Jazzmusiker, Jazzproduzenten und Journalisten.
2006 erschien zum 50-jährigen Jubiläum die Doppel-CD „50 ans Prix Django Reinhardt“ (mit Begleitheft). Als einzige Frauen erhielten bislang Airelle Besson, Sophia Domancich, Cécile McLorin Salvant und Géraldine Laurent den Preis.

## Liste der Preisträger
- 1955: Guy Lafitte
- 1956: Martial Solal
- 1957: Christian Chevallier
- 1958: Barney Wilen
- 1959: Roger Guérin
- 1960: Georges Arvanitas
- 1961: René Urtreger
- 1962: Maurice Vander
- 1962: Maurice Vander
- 1963: Pierre Michelot
- 1964: Eddy Louiss
- 1965: Jean-Louis Chautemps
- 1966: Gilbert Rovère
- 1967: Jean-Luc Ponty
- 1968: Michel Portal
- 1969: Michel Roques
- 1970: François Guin
- 1971: Ivan Jullien
- 1972: Bernard Lubat
- 1973: Alby Cullaz
- 1974: Jean-François Jenny-Clark
- 1975: Joseph Dejean
- 1976: Christian Escoudé
- 1977: Henri Texier
- 1978: Michel Graillier
- 1979: Alain Jean-Marie
- 1980: François Jeanneau (Annahme verweigert)
- 1981: François Couturier
- 1982: Michel Petrucciani
- 1983: Éric Le Lann
- 1984: Marc Bertaux
- 1985: Antoine Hervé
- 1986: Zool Fleischer
- 1987: Marc Ducret
- 1988: Louis Sclavis
- 1989: Laurent Cugny
- 1990: Hervé Sellin
- 1991: Jean-Loup Longnon
- 1992: Richard Galliano
- 1993: Laurent de Wilde, Sylvain Beuf
- 1994: Lionel Belmondo, Stéphane Belmondo
- 1995: Emmanuel Bex
- 1996: Simon Goubert
- 1997: Daniel Huck
- 1998: Manuel Rocheman
- 1999: Sophia Domancich
- 2000: Jean-Michel Pilc
- 2001: Baptiste Trotignon
- 2002: Bojan Zulfikarpašić (Bojan Z)
- 2003: Jacky Terrasson
- 2004: Pierre de Bethmann
- 2005: François Moutin, Louis Moutin
- 2006: Pierrick Pédron
- 2007: Pierre Christophe
- 2008: Médéric Collignon, Géraldine Laurent
- 2009: Stéphane Guillaume
- 2010: Sylvain Luc
- 2011: Nguyên Lê
- 2012: Émile Parisien
- 2013: Vincent Peirani
- 2014: Airelle Besson
- 2015: Paul Lay
- 2016: Fred Nardin
- 2017: Cécile McLorin Salvant
- 2018: Baptiste Herbin
- 2019: Hugo Lippi
- 2020: Sophie Alour
- 2021: Thomas de Pourquery
- 2022: Leïla Olivesi
- 2023: Grégory Privat
- 2024: Robinson Khoury